# Landkreis Stollberg
Landkreis Stollberg var en Landkreis i västra delen av den tyska delstaten Sachsen med Stollberg/Erzgeb. som huvudort. År 2008 upplöstes Landkreis Stollberg och uppgick i Erzgebirgskreis.
I september 2005 bodde 89 838 invånare i länet. Bilarna hade STL på nummerskyltarna.

## Geografi
Landkreis Stollberg gränsade i nordost till den kreisfria staden Chemnitz, i öster Mittlerer Erzgebirgskreis, i sydväst Landkreis Annaberg, i söder Landkreis Aue-Schwarzenberg, i väster Landkreis Zwickauer Land och i nordväst Landkreis Chemnitzer Land.

## Historia
Landkreis Stollberg kom till 1952 under namnet Kreis Stollberg. Den fick namnet Landkreis Stollberg 1991. Dess gränser förblev oförändrade fram till 1994 då staden Zwönitz (tidigare Landkreis Aue) och Gemeindena Einsiedel, Kemtau, Burkhardtsdorf, Adorf, Klaffenbach und Neukirchen/Erzgeb. (tidigare Landkreis Chemnitzer Land). 1997 slöts Einsiedel och Klaffenbach in i staden Chemnitz.

## Administrativ indelning
Följande städer och Gemeinden tillhörde Landkreis Stollberg (invånarantal 2005):

### Städer
- Lugau (7.666)
- Oelsnitz (12.609)
- Stollberg/Erzgeb. (12.814)
- Thalheim (7.468)
- Zwönitz (11.693)

### Gemeinden
- Auerbach (3.003)
- Burkhardtsdorf (6.926)
- Erlbach-Kirchberg (1.838)
- Gornsdorf (2.284)
- Hohndorf (4.024)
- Hormersdorf (1.625)
- Jahnsdorf (6.034)
- Neukirchen/Erzgeb. (7.478)
- Niederdorf (1.361)
- Niederwürschnitz (3.016)